# Accusativus cum participio
Der accusativus cum participio (lat. = Akkusativ mit Partizip), auch abgekürzt mit AcP, ist eine in der lateinischen und altgriechischen Sprache gebräuchliche Satzkonstruktion.
Bei lateinischen Verben des Wahrnehmens (z. B. videre „sehen“; audire „hören“; sentire „fühlen“) steht anstelle des AcI (accusativus cum infinitivo) oft ein accusativus cum participio. Es soll dadurch betont werden, dass das Subjekt des Satzes das Geschehen besonders intensiv wahrnimmt.
Im Griechischen wird der AcP bei Verben der sinnlichen und geistigen Wahrnehmung (z. B. ἀκούειν) und des Wissens (εἰδέναι) sowie bei den Verben des Zeigens und Meldens (ἀποφαίνειν) verwendet.  

## Beispiele
- Viderunt gladiatores pugnantes. „Sie sahen die kämpfenden Gladiatoren / Gladiatoren kämpfen.“ (wörtlich) oder „Sie sahen, wie die Gladiatoren kämpften.“
- Ὁράω αὐτὴν ἥκουσαν. „Ich sehe, wie sie kommt.“